# Scarlat Vârnav
Scarlat Vârnav (n. 22 septembrie 1851, Iași, Moldova – d. 23 octombrie 1919, Constanța, România) a fost un inginer și om politic român, specializat în administrație publică.

## Biografie

### Ani timpurii, educație
Fiul doctorului Constantin Vârnav, fiul Scarlat Vârnav a urmat Liceul Louis-le-Grand din Paris și Ecole Centrale Arts et Métiers din Paris, unde a obținut diploma de inginer în 1876.

### Duelul cu Leon Ghica
În 1875 (1881 după Familia), inginerul Scarlat Vârnav se bate în duel cu Leon Ghica, comisar polițienesc, în urma căruia comisarul Ghica moare rănit de un glonț la tâmplă.

### Școala Națională de Poduri și Șosele
În perioada 1 aprilie 1888-1 ianuarie 1892 a fost director al Școalei Naționale de Poduri și Șosele din București (S.N.P.S.B.). Sub directoratul lui Scarlat Vârnav această școală s-a pus pe picior de egalitate cu marile școli tehnice din străinătate.
A fost și director al Regiei Monopolurilor de Stat, 1894.

### Prefectul județului Constanța
În perioadele 1902- 1904 și 1907- 1909 a fost prefect al județului Constanța.
În această calitate, s-a ocupat de construirea a 42 de biserici, 117 școli și a două spitale, a câteva zeci de primării în județul Constanța.
În timpul cât s-a aflat la conducerea Prefecturii, s-au inaugurat: Palatul administrativ, Palatul Regal și Palatul de Justiție, a fost construit bulevardul "Elisabeta", primul bulevard din Constanța și Cazinoul din Constanța.
Pentru meritele sale, numele său a fost dat unor străzi din București, Constanța și Medgidia.

### Descriere
Dimitrie R. Rosetti îl descria astfel în Dicționarul Contimporanilor din 1897:
„Varnav (Scarlat C.) - Inginer, născut în Iașǐ la 22 septembrie 1851, fiul doctoruluǐ Varnav. A facut studiile la liceul Louis-le-Grand din Paris și tot în acest oraș a dobêndit diploma de inginer al Școaleǐ centrale de Arte și Manufacturǐ.
Întors în țară la 1876, fu numit inginer al linieǐ Iașǐ-Unghenǐ și însărcinat cu mișcările importante ale trupelor ruseștǐ din campania 1877-78. În 1881 e numit director al aceleǐ liniǐ, apoi succesiv director al construcțiuneǐ linieǐ Bucurescǐ-Cernavodă, director al Societățeǐ de construcțiunǐ, director al Școaleǐ naționale de Podurǐ și Șosele.
În 1891 părăsi cariera sa și intră în Cameră ca deputat al județuluǐ Putna, făcând parte din grupul constituționalilor.”

## Lucrări publicate
- Raport fĕcut în numele comitetului de delegați însărcinați cu cercetarea proiectului de lege al minelor, București, 1895.[2]
- Marina de comerciu, București, 1897.[2]
- Câteva observațiuni critice asupra exploatării Căilor Ferate Române, București, 1901.[2]